# Alberto Breccia
Alberto Breccia   (Montevideo, 15 d'abril de 1919 - Buenos Aires, 10 de novembre de 1993) va ser un autor de còmics, uruguaià que va desenvolupar tota la seva carrera a l'Argentina.

## Biografia
Nascut a Montevideo, als tres anys la seva família es va mudar a Mataderos, barri de Buenos Aires. Allà, abans de dedicar-se al dibuix professional, va exercir com a obrer de la indústria de la carn: "Feia una feina molt desagradable, era rasquetejador de budells".
No obstant això, començava a prendre seriosament el treball de dibuixant. Com ell mateix va reconèixer en algunes oportunitats no va ser un superdotat: va ser un tipus amb certa habilitat. "Quan acabava la jornada a Mataderos anava a casa meva i dibuixava el que podia. Amb aquests balbucejos vaig començar a buscar feina."
En aquells anys, 1937, 1938, els diaris importaven material dels sindicats nord-americans i europeus, per la qual cosa calia aconseguir impressionar a algun cap de redacció per trobar lloc en ells. Alberto era perseverant i, mentrestant, des de 1938 publicava en una revista de barri, Acento, editada pels seus germans i amics d'aquests. Al mateix temps, va aconseguir que s'interessessin en el seu treball, encara que "pagava molt poc; [però] aquest poc em va permetre deixar l'altre treball". Els seus primers còmics van ser una tira còmica muda anomenada Mr. Pickles, que tot i això mai es va aconseguir vendre i una sobre un detectiu xinès: Mu-fa, de la qual va vendre 10 tires.

### Inicis professionals
A principis de la dècada del 1940 va començar a col·laborar amb il·lustracions i còmics a la revista Tit-Bits per a l'editorial Láinez, adaptant Les aventures de Rocambole. "Lògicament sortir un embolic. Van haver de tallar perquè no s'entenia res." Va treballar per a l'editorial per més d'una dècada i va ser allà on va aprendre les primeres armes de l'ofici, inspirant-se en autors com Burne Hogarth.
El 1946 va substituir al dibuixant August Cortines al capdavant de la sèrie Vito Nervi, que publicava l'editorial Dante Quinterno a la revista Patoruzito. Amb guions de Leonardo Wadel, va aconseguir una gran perfecció expressiva, encara que un rotund Breccia manifestarà que "de tot allò, res és rescatable". Va realitzar també la sèrie de l'Oest "Armes de foc" per al mercat europeu.
La seva primera gran obra va ser Sherlock Time, creada a finals dels anys 50 amb Héctor Germán Oesterheld. L'evolució que s'aprecia a partir d'aquesta obra estaria motivada en part per la ràbia que li provocaren les paraules que una nit l'etzibés el seu amic Hugo Pratt: "Vós sos una puta barata, perquè estàs fent merda podent fer alguna cosa millor."

### La internalització
El 1960 va començar a treballar per a l'editorial britànica Fleetway i va considerar la possibilitat de mudar-se a Europa, encara que la malaltia de la seva primera esposa (que va morir poc després) va fer que decidís quedar-se a l'Argentina. En 1962 Oesterheld i Breccia creen Mort Cinder, a la qual segueixen Vida del Che Guevara (1968) i una nova versió de El Eternauta (1969), que originàriament havia il·lustrat Francisco Solano López a El Eternauta (1957). Analitzant la seva pròpia obra en 1970, Breccia dirà que "abans i després de Mort Cinder, res". Un autor contemporani com l'espanyol Víctor de la Fuente considerava, però, que la seva obra sobre el Che Guevara era modèlica, afirmant que:
| «                      | S'hi desmitifica l'heroi i s'analitza l'home. L'heroi està desposseït de tots els seus atributs, s'enfronta al lector només amb la seva imatge, i cada un dels lectors el qualifica com heroi o malvat. Crec que Breccia ha aconseguit una tasca d'anàlisi veritablement gegantina, amb un grafisme que ratlla en l'abstracció, ha fet bategar a un home en la seva nuesa dialèctica, superant tot el que té de mite aquest personatge. | » |
| — Víctor de la Fuente, | |   |

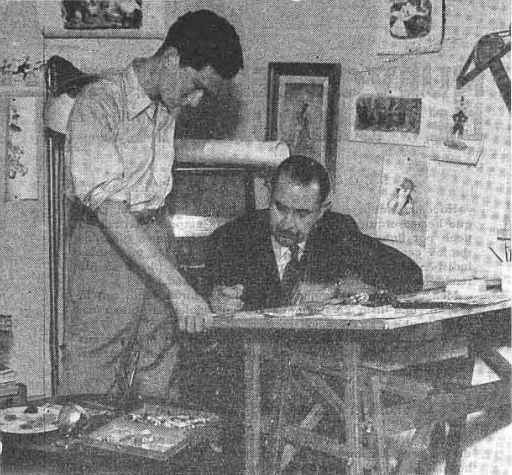
Breccia junt al seu ajudant Ballesteros, ensenyant-li a resoldre una escena.

Després de realitzar Historia gráfica de Chile i part de Historia gráfica de la República Argentina, va treballar per a revistes italianes, com Il Mag, de Milà, la qual edità Los mitos de Cthulhu (1973), una col·lecció d'adaptacions de diferents contes d'HP Lovecraft realitzada al costat del guionista Norberto Buscaglia, que sorprenen pel seu estil menys realista i més expressionista, que s'adapta a la perfecció al to de l'original. Després d'això, no va abandonar el camp del terror ni de les adaptacions, ja sigui dels relats d'Edgar Allan Poe o una versió-paròdia del mite de Dràcula (Dràcula, Dacul, Vlad, Bah..., 1984).

### Últims anys
El 1974, El viejo (com se li coneixia en el món del còmic), va iniciar una duradora col·laboració amb el guionista Carlos Trillo, amb el qual va realitzar obres com Un tal Daneri (1974), ambientada a Matadores, el que per Breccia significava "recuperar una mica la meva infància i la meva adolescència". Més tard realitzarien junts una altra obra: Nadie (1977).
La seva obra més important després Mort Cinder va arribar de la mà del guionista Juan Sasturain. Es tracta de Perramus (1983). A mig camí entre les aventures i l'humor absurd, aquesta obra ridiculitza i alhora denuncia la dictadura argentina, barrejant personatges ficticis amb altres reals (com l'escriptor Jorge Luis Borges, que, en un exercici de la més pura història ficció, és guardonat amb el premi Nobel, que en realitat mai va rebre) i va obtenir el premi Amnesty en 1989, en la categoria de millor llibre a favor dels drets humans.
De les seves darreres obres, cal destacar Informe sobre ciegos (1991), adaptació d'un dels passatges més esgarrifosos de la novel·la d'Ernesto Sabato Sobre héroes y tumbas, on Breccia capta magistralment l'atmosfera inquietant i malaltissa del text original i aconsegueix imatges al·lucinatòries angoixants.

## Estil
Enrique Lipszyc va expressar el següent quan se li va preguntar per Breccia:
| «                  | Cada traç de Breccia és una creació; juga amb el colorit i la textura de la línia. Mostra, evidentment, una tècnica molt personal. | » |
| — Enrique Lipszyc, | |   |

## Obra
| Anys             | Títol                                                                                 | Guionista                                                                                | Típus           | Publicació                                                                          |
| ---------------- | ------------------------------------------------------------------------------------- | ---------------------------------------------------------------------------------------- | --------------- | ----------------------------------------------------------------------------------- |
| 1939-            | Mariquita Terremoto                                                                   |                                                                                          | Sèrie           |                                                                                     |
| 1939-            | Kid Río Grande                                                                        |                                                                                          | Sèrie           |                                                                                     |
| 1939-            | El Vengador                                                                           |                                                                                          | Sèrie           |                                                                                     |
| 1945-            | Jean de Martinica                                                                     |                                                                                          | Sèrie           |                                                                                     |
| 1947-1948 y 1975 | Vito Nervio                                                                           | Leonardo Wadel                                                                           | Sèrie           |                                                                                     |
| 1957             | Pancho López                                                                          | Abel Santa Cruz                                                                          | Serie           | Pancho López                                                                        |
| 1958-1959        | Sherlock Time                                                                         | Héctor Germán Oesterheld                                                                 | Sèrie           | Hora Cero Extra i Hora Cero Semanal                                                 |
| 1959-            | Ernie Pike (1959-)                                                                    | Héctor Germán Oesterheld                                                                 | Sèrie           | Hora Cero                                                                           |
| 1961             | Mision Thyuraine                                                                      | Leonardo Wadel                                                                           |                 |                                                                                     |
| 1962-1964        | Mort Cinder                                                                           | Héctor Germán Oesterheld                                                                 | Sèrie           | Misterix                                                                            |
| 1966             | Richard Long                                                                          | Héctor Germán Oesterheld                                                                 |                 |                                                                                     |
| 1968             | La vida del Che                                                                       | Héctor Germán Oesterheld i la col·laboració del seu fill Enrique Breccia en els dibuixos |                 |                                                                                     |
| 1969             | El Eternauta                                                                          | Héctor Germán Oesterheld                                                                 |                 | Hora Cero semanal                                                                   |
| 1970             | Evita, vida y obra de Eva Perón                                                       | Héctor Germán Oesterheld                                                                 |                 | No publicada en el seu dia, va ser editada per primera vegada per Doedytores (2002) |
| 1971             | Platos voladores al ataque!!                                                          | Héctor Germán Oesterheld                                                                 | Àlbum de cromos |                                                                                     |
| 1972-1974        | Squadra Zenith                                                                        |                                                                                          |                 |                                                                                     |
| 1973             | Los mitos de Cthulhu                                                                  | Norberto Buscaglia, que adapta relats de Howard Phillips Lovecraft                       |                 | Il Mago                                                                             |
| 1974-1978        | Un tal Daneri                                                                         | Carlos Trillo                                                                            |                 |                                                                                     |
| 1975             | El corazón delator                                                                    | Basada en un relat d'Edgar Allan Poe                                                     |                 |                                                                                     |
| 1976             | El aire                                                                               | Guillermo Saccomanno                                                                     |                 |                                                                                     |
| 1977             | Nadie                                                                                 | Carlos Trillo                                                                            |                 |                                                                                     |
| 1981             | Buscavidas                                                                            | Carlos Trillo                                                                            |                 |                                                                                     |
| 1983             | Perramus                                                                              | Juan Sasturain                                                                           |                 | Fierro                                                                              |
| 1984             | Drácula, Dacul, Vlad?, Bah...                                                         |                                                                                          |                 |                                                                                     |
| 1991             | Informe sobre ciegos                                                                  | Basada en una obra d'Ernesto Sabato                                                      |                 |                                                                                     |
| 1991             | Historias con moraleja: "El otro yo del Dr. Jekyll", "El guapo, la muerte y el tango" |                                                                                          |                 |                                                                                     |
| 1992             | El Dorado, el delirio de Lope de Aguirre                                              | Carlos Albiac                                                                            |                 |                                                                                     |
| Inédito en lápiz | El Dibujado                                                                           | Juan Sasturain                                                                           |                 |                                                                                     |